# 粗距紫堇
粗距紫堇（学名：Corydalis eugeniae）为罂粟科紫堇属下的一个种。

## 扩展阅读
- 維基物種上的相關：粗距紫堇